# Walid Joumblatt
Pour les autres membres de la famille, voir Famille Joumblatt.
 (juillet 2011).
Si vous disposez d'ouvrages ou d'articles de référence ou si vous connaissez des sites web de qualité traitant du thème abordé ici, merci de compléter l'article en donnant les références utiles à sa vérifiabilité et en les liant à la section « Notes et références ».
Walid Joumblatt (en arabe : وليد جنبلاط), né le 7 août 1949 dans le district du Chouf, est le principal chef politique héréditaire de la communauté druze du Liban et aussi une personnalité influente de la communauté druze du Proche-Orient.

## Famille
Il est l'héritier d'une grande famille aristocratique druze. Les Joumblatt ont joué un rôle important dans l'histoire de cette communauté depuis le XVIIe siècle et surtout le XIXe siècle. Surnommé affectueusement « Walid Bey » par ses partisans, il réside alternativement à Moukhtara, demeure traditionnelle des Joumblatt, et à Beyrouth. Fin connaisseur de la région et adepte de phrases chocs, son emprise incontestée sur la communauté druze après l'exil forcé de cheikh Farid Hamadé, lui permet de changer sa position et ses alliances et de rester en phase avec les retournements régionaux afin de préserver les intérêts de sa communauté et ses propres intérêts[réf. nécessaire].
Son principal adversaire dans la communauté druze à une certaine époque est Farid Hamadé. Après l'alliance de Joumblatt avec les forces syriennes, Farid Hamadé a regagné l'exil sous les pressions syriennes.

## La période de la guerre 1977-1990
Après des études à l'université américaine de Beyrouth et en France en sciences politiques et administration publique, il mène une vie de bohème jusqu'en 1977. L'assassinat de son père Kamal Joumblatt en mars 1977 le propulse dans l'arène politique. À la fin de la période de deuil, il rencontre Hafez el Assad qui, dans une allusion au sort de Kamal l'avertit dans ces propos restés fameux : « Combien tu me rappelles ton père, la dernière fois que je l'ai vu, il était assis sur la même chaise que toi». Le sort de son père l'incite à être très prudent dans ses relations avec la Syrie.
À la surprise générale, le jeune dandy de l'avant-guerre se mue en chef de guerre impitoyable et devient un des principaux acteurs de la guerre du Liban. Il prend le contrôle du parti socialiste progressiste, le parti à majorité druze fondé par son père et fait preuve de réalisme politique en s'alliant à la Syrie, désormais opposée au camp chrétien. Il devient rapidement un des chefs du camp dit palestino-progressiste et combat les milices chrétiennes.
En juin 1982, il prend le parti de la neutralité et n'engage pas ses combattants contre le bataillon druze de Tsahal déployé dans son fief du Chouf. Cet épisode lui vaut des critiques acerbes de la Syrie et des partis pro-syriens. En 1983, à la suite du retrait éclair de Tsahal il tente de reprendre aux forces libanaises (chrétiennes) le contrôle du Chouf (région peuplée de druzes et de chrétiens à l'époque). À la faveur du retrait israélien le PSP remporte rapidement la victoire. Après la débandade des milices palestiniennes à la suite de l'invasion israélienne, il se retrouve avec la milice la plus puissante du camp palestinien, son contrôle englobant la plus grande partie de Beyrouth-Ouest.

## L'après-guerre
En 1989, il accepte les accords de Taëf. Le PSP dépose les armes et Walid Joumblatt rejoint le gouvernement. Au gré des différentes alliances, il est régulièrement réélu député dans son fief du Chouf et devient titulaire du ministère des déplacés à plusieurs reprises. Il fait partie de tous les gouvernements jusqu'en 1998.[réf. nécessaire]
L'élection du chef de l'armée Émile Lahoud en 1998 à la présidence de la République avec qui il entretient une rivalité et inimitié personnelle change la donne. Il refuse de prendre part à la séance parlementaire qui voit l'élection d'Émile Lahoud et des fissures commencent à apparaître dans son alliance avec la Syrie.[réf. nécessaire]
La mort de Hafez el-Assad en juin 2000 et la mise à l'écart du chef de l'état major Hikmat Chihabi (son principal allié à Damas) affaiblissent la position de Joumblatt en Syrie. Il tente alors de faire pression à Damas en se rapprochant des adversaires de la Syrie au Liban. À l'été 2000, en vue des législatives d'août-septembre, Joumblatt initie un rapprochement avec les partis de l'opposition chrétienne. Il lance des appels pour un « rééquilibrage » et une « correction » des relations avec la Syrie sans toutefois couper les ponts avec Damas. Ces appels lui vaudront des menaces publiques de mort de la part de Assem Qanso, chef du Ba'as libanais, en pleine session parlementaire (6 novembre 2000). Joumblatt rejoint le nouveau gouvernement Hariri qui vient de remporter les élections. Les bouleversements régionaux (mort de Hafez el-Assad, reprise de l'Intifada, attentats du 11 septembre et guerre en Irak) lui font adopter une politique prudente, entre la Syrie et l'opposition. Entre 2000 et 2004, il donne alternativement des gages aux deux camps.
Il donne au PSP une orientation plus centriste. Désormais, les demandes de réformes structurelles et la rhétorique en faveur de la justice sociale ou du panarabisme, ont été marginalisées, voire abandonnées.
En août 2001, il se réconcilie avec la communauté chrétienne lors de la tournée du patriarche maronite Nasrallah Boutros Sfeir dans le Chouf. Dans le courant de l'année 1993, il redéfinit progressivement sa position sur l'échiquier politique libanais et sur son attitude, jusque-là très prudente, à l'égard de la Syrie, faisant ainsi craindre à Damas l'apparition d'une opposition multiconfessionnelle. La brouille définitive n'a lieu qu'en septembre 2004, lorsque Bachar el-Assad, refusant le compromis proposé par Walid Joumblatt, impose un amendement constitutionnel pour prolonger le mandat d'Émile Lahoud. Au parlement, Joumblatt est l'un des rares à ne pas voter cet amendement. La résolution 1559 (septembre 2004) conforte sa position. L’un de ses plus fidèles lieutenants, le député et ancien ministre Marwan Hamadé échappe à une tentative d’assassinat à la voiture piégée le 1er octobre 2004 en plein Beyrouth.
Avec les partis chrétiens et progressivement de façon de plus en plus claire le Courant du Futur de Rafiq Hariri, il devient alors un adversaire résolu de la présence syrienne au Liban après avoir été un de ses plus proches alliés au pays du cèdre. L'assassinat de Hariri le (14 février 2005) précipite la fin de l'influence syrienne au Liban. Walid Joumblatt devient un des acteurs principaux de la révolution du cèdre qui se solde par le retrait des troupes syriennes du Liban.
Il dirige au Parlement le bloc de la Rencontre démocratique, regroupant 15 députés de Baabda, Aley, du Chouf et de Rachaya et constitue avec Saad Rafiq Hariri et Samir Geagea un des leaders de la majorité parlementaire et du mouvement dit « du 14 mars », en référence à la manifestation populaire qui réunit à Beyrouth plus d'un million de Libanais un mois après l'attentat contre Rafiq Hariri.
Le 7 mai 2008, en réaction à des décisions et annonces du gouvernement libanais, le Hezbollah menace de « couper la main » de quiconque « touchera aux armes de la résistance » : ses partisans et ses alliés pro-syriens prennent possession de Beyrouth Ouest, des hauteurs de la capitale et d'une partie du Chouf. Le 10 mai, il ordonne à ses hommes de laisser la place à l'armée libanaise mais de violents combats éclatent encore le 11 entre partisans de la majorité et ceux de l’opposition pro-syrienne et pro-iranienne dans les zones à majorité druze au sud-est de Beyrouth : Aaytat, Baysour et Choueifat. Réagissant à ces violences, les dirigeants druzes rivaux, Walid Joumblatt et Talal Arslan, appellent leurs partisans à déposer les armes. « La paix civile et la fin des destructions sont d’une importance capitale », déclare alors Walid Joumblatt, dans un discours retransmis par la télévision libanaise, qui débouche sur la remise des armes à l'armée et le départ des miliciens. S'ensuit une série d'accords de réconciliation entre les deux leaders druzes puis de Walid Joumblatt avec le Hezbollah, le PSNS et le CPL, au nom de la sécurité et de la concorde dans la Montagne libanaise.
Lors d'une conférence de presse le 2 août 2009, Walid Joumblatt déclare quitter l'Alliance du 14-Mars pour adopter une position centriste tout en restant fidèle, au niveau de son groupe parlementaire, à l'ex-majorité, appelant au retour aux principes socialistes de son parti, socialiste et de gauche avant de conclure sur les circonstances de sa visite à l’administration américaine précédente, décrite comme « un point noir » dans l'histoire du parti.
La rupture définitive entre Joumblatt et l'Alliance du 14-Mars a lieu le 25 janvier 2011, lorsqu'il décide de soutenir Najib Mikati, candidat de l'opposition pro-syrienne, contre son ancien allié Saad Hariri au poste de premier ministre.
En 2018, Walid Joumblatt ne se représente pas lors des élections législatives. Le siège de représentant est repris par son fils Taymour (en) dans la circonscription du Mont-Liban IV.
En 2021, une enquête conjointe de l'ONG Gherbal Initiative et de journalistes d'Al Jadeed TV révèle que Joumblatt détient, en son nom propre, 505 propriétés au Liban, principalement dans la région majoritairement druze du Chouf. Il est le premier homme politique libanais en nombre de propriétés.
À partir de 2022, Walid Joumblatt se rapproche du Hezbollah, un parti-milice chiite libanais et une rencontre se déroule. Les deux parties discutent d'une alliance pour choisir le prochain président. Il réaffirme son soutien à la « cause palestinienne » et au Hamas palestinien lors du conflit opposant le Hezbollah à l'armée israélienne à partir de 2023.
En mai 2023, Joumblatt démissionne de la présidence du Parti socialiste progressiste. Il demande que son fils Taymour le remplace. Taymour, candidat unique à la présidence, est élu. Toutefois, Walid Joumblatt reste considéré comme le chef de facto du parti.

## Citations
Le 14 février 2007, lors d'un discours, il s'adresse en ces termes au président syrien Bachar el-Assad :
« Ô tyran de Damas, ô toi le singe inconnu de la nature, le serpent dont tous les serpents ont peur, toi le requin vomi par l’océan, toi la bête sauvage du désert, toi la créature qui es seulement une moitié d’homme, toi qui es le produit d’Israël au détriment des cadavres du Liban-Sud, toi le menteur et l’archi-tueur, toi le criminel qui verse le sang au Liban et en Syrie, nous reprenons sur toi les mots du grand poète Nizar Qabani : « Tous les vingt ans vient un homme armé pour massacrer l’unité dans le berceau et pour tuer les rêves » ». En 2010, il modère ce propos pour renouer avec Assad.

## Distinctions
- Médaille de l'ordre de l'Amitié (Russie).